# Cotoidei
Cotoideii (Cottoidei) sunt un subordin de pești osoși acantopterigieni din ordinul scorpeniforme răspândiți în toate mările; unele familii sunt tropicale, altele de apă rece. Una din familii, cotidele (Cottidae),  are numeroși reprezentanți în apele dulci; alte două familii, cotocomeforidele (Cottocomephoridae) și comeforidele (Comephoridae), sunt pur dulcicole, endemice în lacul Baikal. Cotoideii sunt cel mai mare subordin al ordinului scorpeniforme și include 12-13 familii cu aproximativ 149 de genuri și 756 specii.

## Clasificare
Subordinul cotoidei include 12-13 familii, grupate în 2 suprafamilii:
- Suprafamilia Cottoidea
  - Familia Abyssocottidae
  - Familia Agonidae
  - Familia Bathylutichthyidae
  - Familia Comephoridae
  - Familia Cottidae
  - Familia Cottocomephoridae
  - Familia Ereuniidae
  - Familia Hemitripteridae
  - Familia Icelidae, este inclusă de unii  sistematicieni în familia Cottidae
  - Familia Psychrolutidae
  - Familia Rhamphocottidae
- Suprafamilia Cyclopteroidea
  - Familia Cyclopteridae
  - Familia Liparidae